# Ersfjorden
Ersfjorden es un fiordo en el lado norte de la isla de Senja, en Noruega, en el municipio de Senja, en la Provincia de Troms og Finnmark. Este fiordo tiene 7 kilómetros de largo. Comienza entre Oksneset en el noreste y Sporra en el suroeste, y navega hacia el sur hasta el pueblo de Ersfjord, en medio del fiordo.

## Geografía
El Ersfjorden se extiende durante 12.5 kilómetros por el lado occidental de la isla Kvaløya, con paredes montañosas que emergen del Mar de Noruega.
Desde el lado sur del fiordo se encuentra el brazo del fiordo de Steinfjorden. El Ersfjorden está rodeado de montañas altas, escarpadas y agudas, donde las más altas alcanzan hasta unos 800 metros sobre el nivel del mar. Entre las montañas se encuentran el característico Okshornan, también llamado Djevelens tanngard (Dientes del Diablo). Ersfjorden tiene un puerto deportivo y es famoso por su playa de arena.

## Importancia económica
Los habitantes locales realizan una pesca tradicional de la cultura noruega a lo largo de las orillas del fiordo, para asi conservar métodos y transmitirlos por generaciones.